# Epoka lodowcowa 3: Era dinozaurów
Epoka lodowcowa 3: Era dinozaurów (ang. Ice Age: Dawn of the Dinosaurs, 2009) – film animowany produkcji 20th Century Fox, którego światowa premiera odbyła się 1 lipca 2009 roku. Film jest trzecią częścią filmu Epoka lodowcowa. Tym razem główni bohaterowie filmu spotykają dinozaury. Na podstawie Epoki lodowcowej 3: Era dinozaurów powstała gra komputerowa o tym samym tytule. 13 lipca 2012 roku ukazała się czwarta część filmu o nazwie Epoka lodowcowa 4: Wędrówka kontynentów zrealizowana w technologii 3D.

## Fabuła
Maniek i Ela spodziewają się dziecka. W wyniku czego Maniek nieco przesadnie stara się być w stałej gotowości na wypadek niespodziewanego porodu. Buduje również plac zabaw dla swojej przyszłej pociechy. Tymczasem Diego, zdołowany swoją kiepską kondycją i faktem, że Maniek już się ustatkował, zaczyna rozważać odejście ze stada. Między przyjaciółmi dochodzi do konfliktu. Z kolei Sid zaczyna zazdrościć Mańkowi i Eli szczęścia posiadania rodziny i postanawia założyć własną. Przez pęknięty lód dostaje się do podziemnej jaskini, w której odnajduje trzy duże jaja. Wierząc, że zostały one porzucone, postanawia je wychować. Ten pomysł nie przypada do gustu jego przyjaciołom, lecz ostatecznie leniwiec stawia na swoim. Następnego dnia z jaj wykluwają się trzy małe Tyranozaury.
Próba wychowania ich na przykładnych obywateli świata epoki lodowcowej ponosi jednak klęskę, której przejawem jest pobojowisko na placu zabaw Mańka. Chwilę potem niespodziewanie pojawia się matka młodych drapieżników, która zabiera swoje dzieci z powrotem pod ziemię – razem z Sidem. Maniek, Ela, Zdzichu i Edek, niewiele myśląc, ruszają mu na ratunek. Za podziemną jaskinią natykają się na tropikalną krainę, w której dinozaury zdołały jakimś sposobem przetrwać. Cała piątka (do grupy dołączył Diego, który dostał się tu chwilę wcześniej) zostaje z miejsca otoczona przez prehistoryczne gady. Ratuje ich łasica Buck, tubylec, który nauczył się idealnie radzić sobie w tych trudnych warunkach.
Buck udziela przybyszom informacji niezbędnych do ocalenia Sida. Opowiada także o Rudym – potworze jeszcze większym od tyranozaura (Barionyksie) – przez którego stracił oko. Ruszają w drogę, krótko potem mierząc się z drapieżną rośliną, do której wpadają Maniek i Diego – ratuje ich jednak ich przewodnik. Tymczasem mama T-Rex przynosi swoje dzieci i Sida. Ma zamiar od razu go zjeść, lecz jej małe stanowczo się temu sprzeciwiają. W międzyczasie ekipa ratunkowa niezłomnie postępuje naprzód. Docierają do Rozpadliny Śmierci, przepełnionej rzekomo trującymi toksynami (w rzeczywistości jest to hel, przez który bohaterowie dostają niekontrolowanych ataków śmiechu). Z pewnymi trudnościami całej drużynie udaje się przebyć niebezpieczną pułapkę. Z kolei Sid próbuje bezskutecznie przekonać dzieci, by przeszły na wegetarianizm.
Wieczorem Buck opowiada o swoich niesamowitych przygodach, wszyscy – zwłaszcza oposy – są nimi zachwyceni. Później cała ekipa – poza Buckiem – idzie spać. Tymczasem Sid i rodzina tyranozaurów również udaje się na spoczynek – matka młodych zaczyna wykazywać wobec leniwca pewną sympatię. Maniek ma koszmar z Elą i Rudym w roli głównej. Po obudzeniu przeprasza Elę za to, że ją w to wciągnął. W opinii Bucka Maniek to „kiepski mąż i ojciec, ale znakomity przyjaciel”. Następnego dnia natykają się na ślady po uczcie tyranozaurów – na podstawie znalezionego brokuła Buck wysuwa niezbyt logiczne teorie dotyczące losów Sida.
Docierają do zrujnowanej Płyty Niedoli. Wskutek działań agresywnych guanlongów Ela zostaje odcięta od reszty grupy. Zapada decyzja, że Maniek i Diego spróbują ją uratować (i przy okazji odebrać poród), a tymczasem Buck, Zdzichu i Edek zajmą się Sidem. Ten z kolei natyka się na Rudy’ego, uciekając przed którym zostaje uwięziony na środku rzeki lawy, zmierzającej prosto w stronę wodospadu. Buck i oposy „siodłają” harpactognathusa i starają się go uratować. Tymczasem Maniek i Diego rozdzielają się: tygrys spróbuje dotrzeć do Eli, a mamut – powstrzymać napastników. Diego przy okazji odzyskuje dawną formę. Razem udaje im się utrzymać drapieżniki na dystans. W uratowaniu Sida przeszkadzają z kolei kecalkoatle, ostatecznie jednak misja kończy się powodzeniem.
Ela szczęśliwie rodzi córeczkę, którą nazywa Brzoskwinką (brzoskwinie to hasło skrótowe, wymyślone przez Mańka na określenie dziecko się rodzi). Wkrótce potem dołącza do nich Sid, z którym wszyscy razem udają się do wyjścia z krainy dinozaurów. Tam jednak atakuje ich Rudy. Buck odciąga jego uwagę, lecz Maniek, Sid i Diego ruszają mu na ratunek. Udaje im się związać bestię, lecz przez nieuwagę leniwca lina pęka. Sytuację ratuje mama T-Rex, która zrzuca potwora w przepaść. Następuje pożegnanie z rodziną tyranozaurów. Sid usiłuje uzyskać zgodę Mańka na niańczenie jego córki – obiecuje, że się zastanowi, lecz do Diego mówi, że nie ma szans. Buck jest zasmucony śmiercią swojego odwiecznego wroga, nie wie, co ma teraz ze sobą zrobić. Diego proponuje mu powrót z nimi na górę. Początkowo się zgadza, jednak słysząc ryk Rudy’ego, decyduje się zostać w podziemiach. Przejście do zaginionego świata zostaje zawalone. Tygrys stwierdza, że jednak zostanie w stadzie. Tymczasem Buck kontynuuje swoją walkę z Rudym i zaczyna go ujeżdżać (co niezbyt podoba się Rudy’emu).

### Wiewiór i Wiewiórzyca
Wątek Wiewióra (Chris Wedge), tak jak w poprzednich częściach, jedynie delikatnie przeplata się z przygodami głównych bohaterów. Następuje to czterokrotnie: gdy Wiewiór zostaje rozdeptany przez Sida, gdy Sid i dinozaury bawią się nim jak piłką, gdy pościg obydwu wiewiórek za żołędziem budzi Diego ze snu i gdy Wiewiór wydaje z siebie okrzyk bólu, gdy Wiewiórzyca (Karen Disher) odrywa mu od piersi żołądź – wraz z futrem – co przeraża oposy.
Na początku filmu Wiewiór spostrzega na skalnej półce obiekt swojej obsesji – żołądź. Na miejscu okazuje się jednak, że przywłaszczyła go sobie piękna przedstawicielka jego gatunku – Wiewiórzyca, której zależy na nim nie mniej niż jemu. Z początku dziewczyna wyraźnie bawi się swoim rywalem, przechytrzając go swoją umiejętnością latania i korzystając z jego chwil słabości, gdyż niezwykle mocno Wiewióra pociąga. W pewnym momencie wszakże ratuje on jej życie, co powoduje, że między obydwoma wiewiórkami roziskrza miłość, w wyniku której zapominają nawet o upragnionym żołędziu. Wiewióra z czasem jednak zaczyna męczyć wybredność jego wybranki (m.in. w kwestii umeblowania nowej dziupli), przez co wraca mu żołędziowa obsesja. Między wiewiórkami wywiązuje się kolejna walka, wskutek której Wiewiór z żołędziem wydostaje się na powierzchnię, jednak zlatujący kawał lodu wytrąca mu go z rąk i zwraca do Wiewiórzycy. Wiewiór, pozbawiony zarówno żołędzia jak i miłości, wydaje z siebie okrzyk rozpaczy.

## Wersja oryginalna
- Chris Wedge – Scrat
- Karen Disher – Scratte
- Simon Pegg – Buck
- Seann William Scott – Crash
- John Leguizamo – Sid
- Ray Romano – Maniek
- Denis Leary – Diego
- Queen Latifah – Ella
- Josh Peck – Eddie
- Carlos Saldanha – Małe dinozaury

## Wersja polska
- Opracowanie i udźwiękowienie wersji polskiej: Studio Sonica
- Nagrania: Mafilm Audio Budapeszt
- Tłumaczenie: Arleta Walczak
- Dialogi polskie: Joanna Kuryłko
- Reżyseria: Piotr Kozłowski
- Dźwięk: Imre Erdelyi, Agnieszka Stankowska
- Montaż: Agnieszka Stankowska
- Organizacja produkcji : Agnieszka Kudelska

W wersji polskiej wystąpili:
- Cezary Pazura – Sid
- Wojciech Malajkat – Maniek
- Piotr Fronczewski – Diego
- Karina Szafrańska – Ela
- Waldemar Barwiński – Buck
- Jacek Kawalec – Zdzich
- Krzysztof Szczerbiński – Edek
- Piotr Kozłowski – Gazela
- Miriam Aleksandrowicz – Jeż
- Dorota Furtak – Bobrzyca
- Agnieszka Kudelska – Mały Jasio
- Jakub Kamieński – Romuś